# Бургоне (Болцано)
Бургоне (итал. Burgone) је насеље у Италији у округу Болцано, региону Трентино-Јужни Тирол.
Према процени из 2011. у насељу је живело 30 становника. Насеље се налази на надморској висини од 1094 м.